# Albano Vizotto
Albano Vizotto Filho (Garça, 30 de março de 1928 — São Paulo, 14 de março de 2002) foi um pintor e escultor brasileiro. É considerado um nome com consagração na arte brasileira.

## Biografia

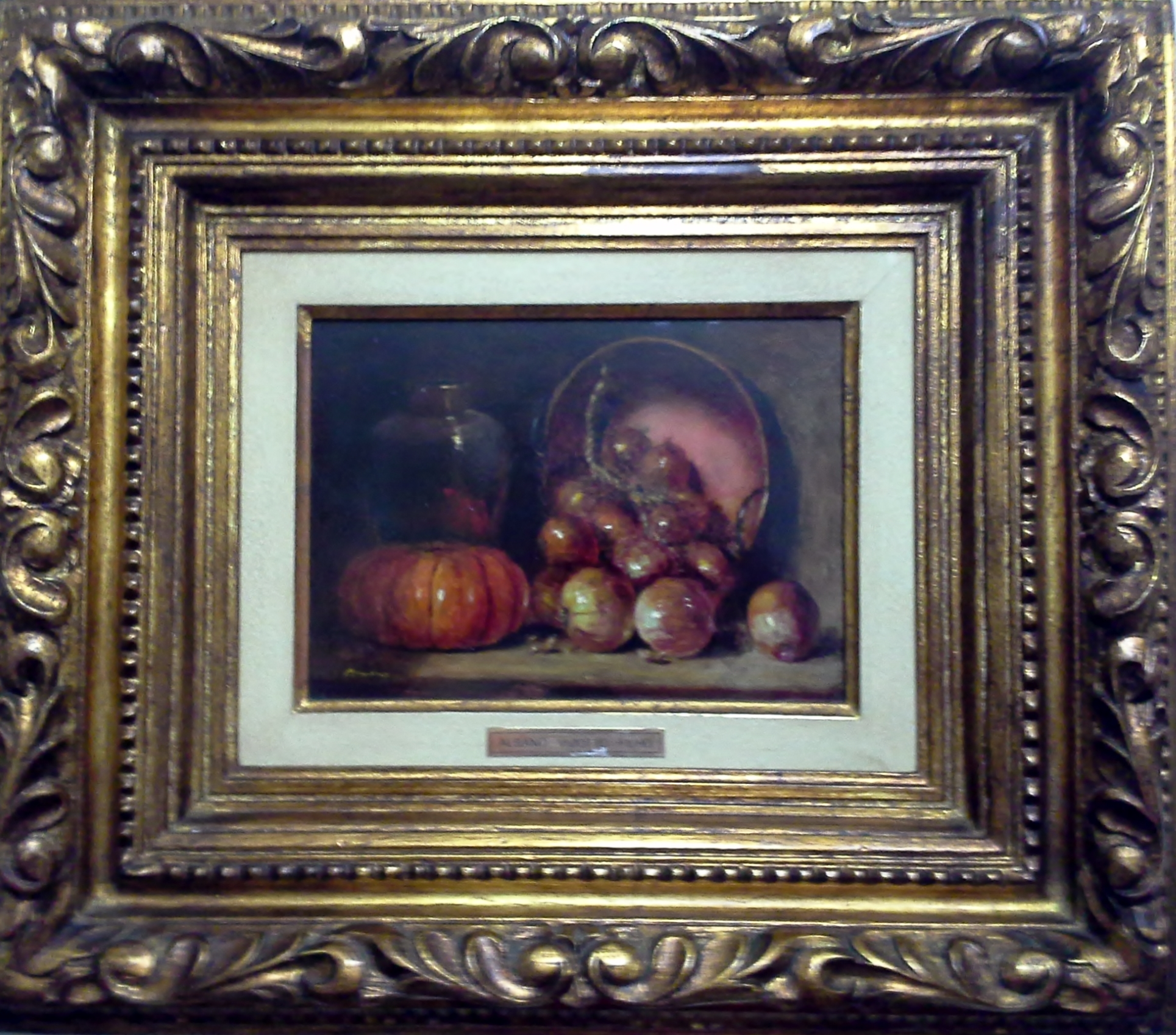
Cebolas, natureza-morta de Albano Vizotto.

Formou-se na Escola de Belas Artes de São Paulo, e os seus primeiros trabalhos de arte realizaram-se no início dos anos 60 em torno da escultura do corpo humano. Em 1962, foi premiado com a Pequena Medalha de Prata no Salão Paulista de Belas Artes.
Em 1963, esculpiu o busto do então presidente dos Estados Unidos, John F. Kennedy, obra que posteriormente veio a fazer parte do acervo particular da família Kennedy nos Estados Unidos. Também esculpiu o busto de Sérgio Cardoso, que pode ser visto no museu dedicado ao ator de teatro no Rio de Janeiro.
Em 1979, estudou pintura com Arlindo Castellani de Carli. No ano seguinte, ingressou na Academia Paulista de Belas Artes.
José Paulo Moreira da Fonseca, em apresentação do catálogo de uma exposição do artista na Galeria Ranulpho, em 1984, comentou: "Em suas naturezas-mortas, Albano Vizotto expõe-se no jogo sutil entre as luzes e as sombras, que transfigura formas do cotidiano e nos leva a surpreendentes transparências e reflexos, sem dúvida realistas, mas que, graças a força da pintura, mostra-nos uma fase sigilosa da realidade. Falo, por exemplo, do luxuoso rubor dos caquis ou das laranjas vestidas para suas ácidas sedas amarelas. Trata-se de um olhar garimpeiro que desvencilha os diamantes ou topázios da lama ou poeira que os envolve".